# Баришівський музей Т. Г. Шевченка
Баришівський музей Т. Г. Шевченка — музей у селищі Баришівка (Київська область), присвячений життю і творчості Тараса Шевченка. Засновник Баришівського музею Шевченка — український історик і радянський партійний діяч Василь Семенович Костенко (1912–2001), який подарував свою приватну колекцію Баришівці. Вийшовши на пенсію, Василь Костенко за допомогою місцевої влади добився створення в Баришівці музею Шевченка. Його колекція стала основою Баришівського музею, створеного 1987 року. Впродовж багатьох років Костенко проводив тут екскурсії для відвідувачів.

## Шевченко в Баришівці
Тарас Шевченко відвідав Баришівку 1843 року. Відвідини Баришівки Шевченко описав у своїй повісті «Прогулянка з задоволенням і не без моралі». У Баришивці Шевченко гостював у прокурора Тимофія Никифоровича Бориспольця, який був батьком художника Платона Бориспольця, поетового друга, земляка й товариша по навчанню в імператорській Академії мистецтв у Санкт-Петербурзі. У період перебування в Баришівці Шевченко відвідав курган, який зберігся до наших днів і знаходиться біля міста Березань. Вважається, що саме тут він писав свій вірш «Розрита могила».